# 喜多町 (豊田市)
喜多町（きたまち）は、愛知県豊田市の町名。現行行政地名は喜多町1丁目から6丁目。

## 地理
豊田市西部、挙母地区の東部に位置し、東は白浜町、西は若宮町、南は神明町・西町、北は昭和町・竹生町・久保町・日之出町に接する。
名鉄豊田市駅の東側、愛知県道342号豊田市停車場線沿いに東西方向に伸びる町である。

## 世帯数と人口
2019年（令和元年）7月1日現在の世帯数と人口は以下の通りである。
| 町丁   | 世帯数  | 人口    |
| ------ | ------- | ------- |
| 喜多町 | 655世帯 | 1,275人 |

## 学区
市立小・中学校に通う場合、学区は以下の通りとなる。また、公立高等学校全日制普通科に通う場合の学区は以下の通りとなる。
| 番・番地等 | 小学校             | 中学校               | 高等学校 |
| ---------- | ------------------ | -------------------- | -------- |
| 1丁目      | 豊田市立挙母小学校 | 豊田市立崇化館中学校 | 三河学区 |
| 2〜6丁目   | 豊田市立元城小学校 | 豊田市立崇化館中学校 | 三河学区 |

## 歴史
江戸期には挙母城下八町の1つとして「北町」が存在していた。古くは「新町」と呼ばれていたが天和年間頃に改称した。明治4年（1871年）の挙母村成立時に挙母村の一部となっている。

### 沿革
- 1959年（昭和34年）1月1日 - 挙母市の豊田市改称と同時に、大字挙母の一部より喜多町が成立[1]。

## 施設
- ギャザ
  - メグリアセントレ
  - 名鉄トヨタホテル
  - 岡崎信用金庫豊田支店

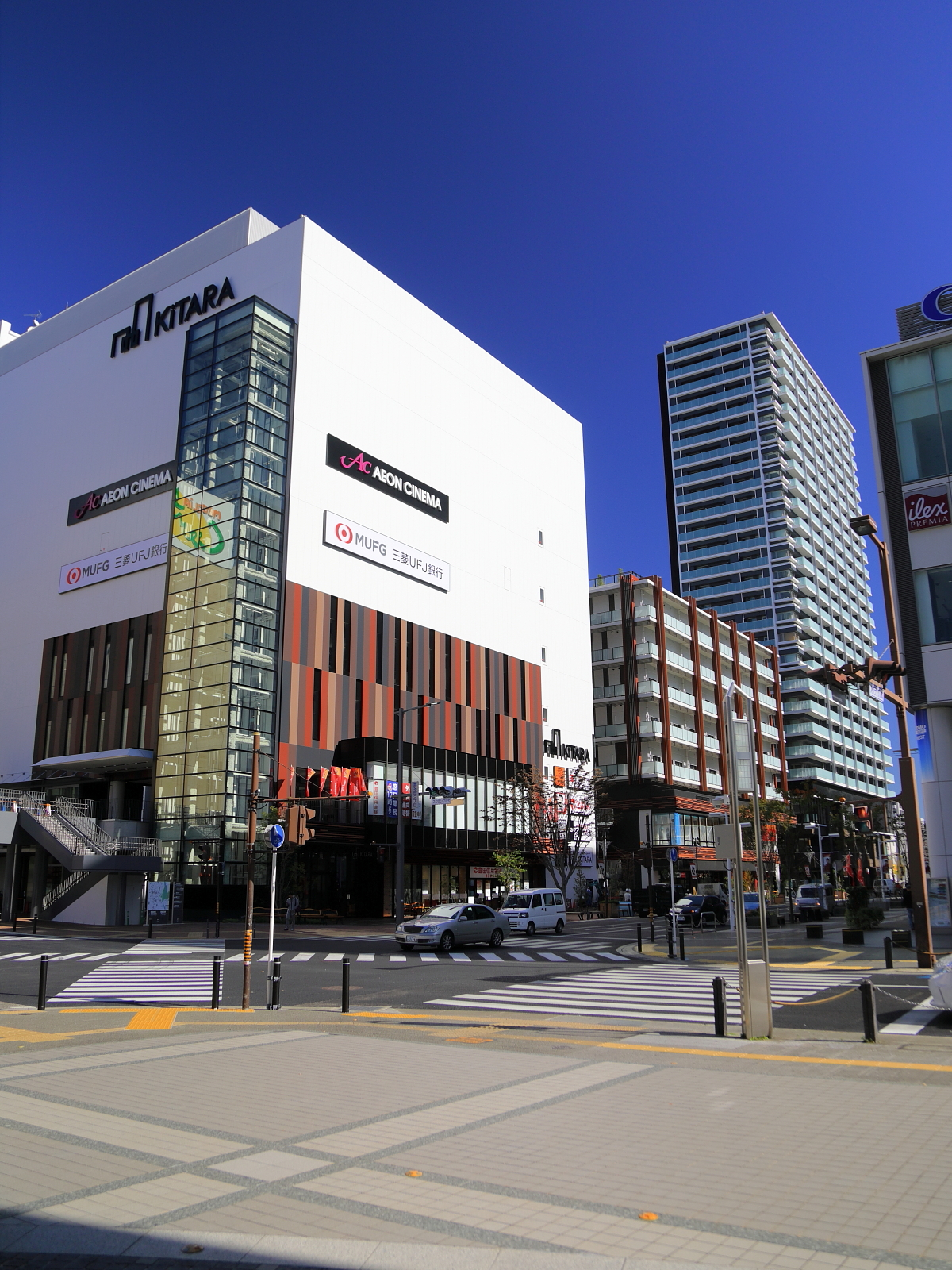
KiTARA
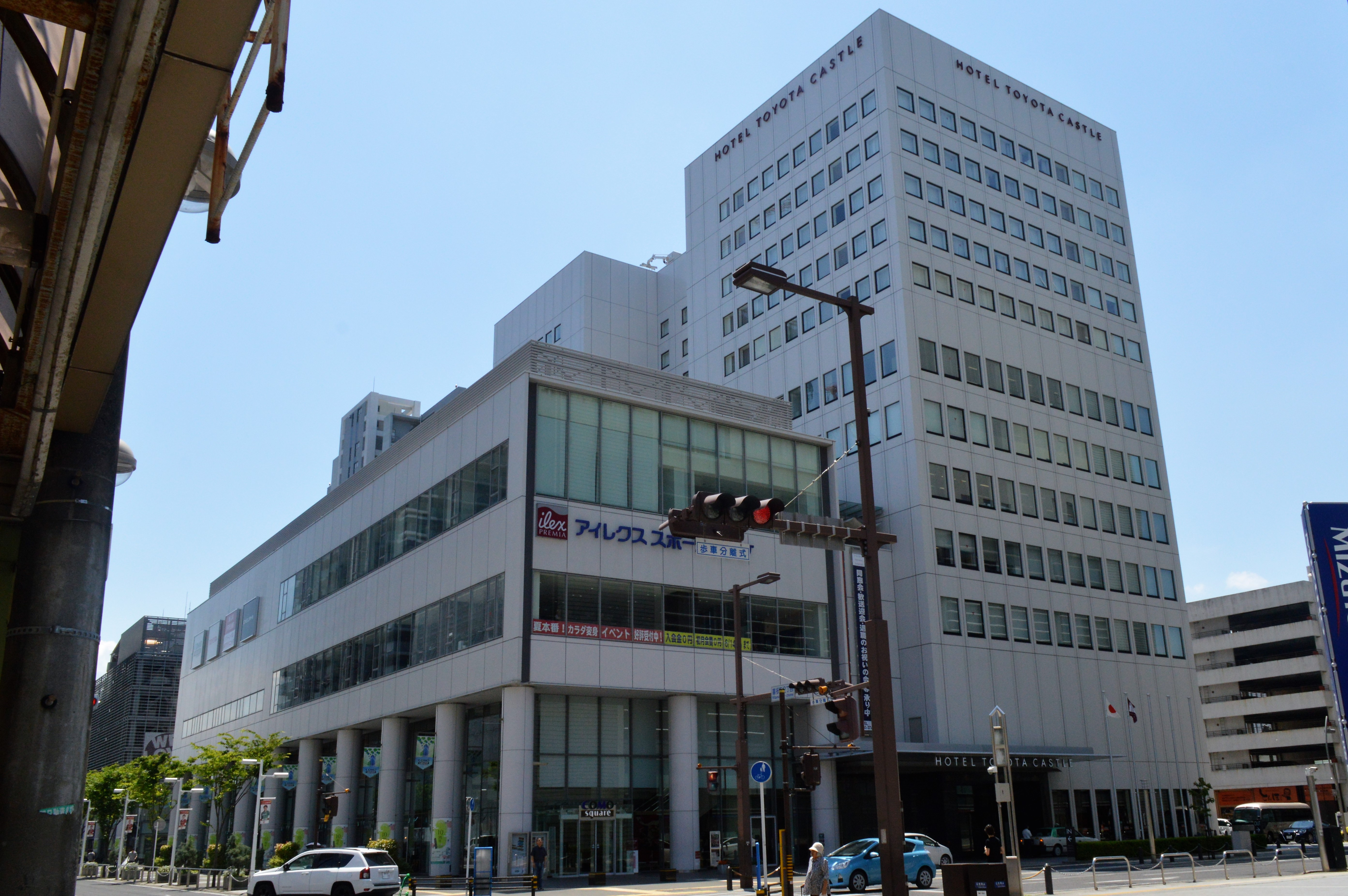
コモ・スクエアWEST
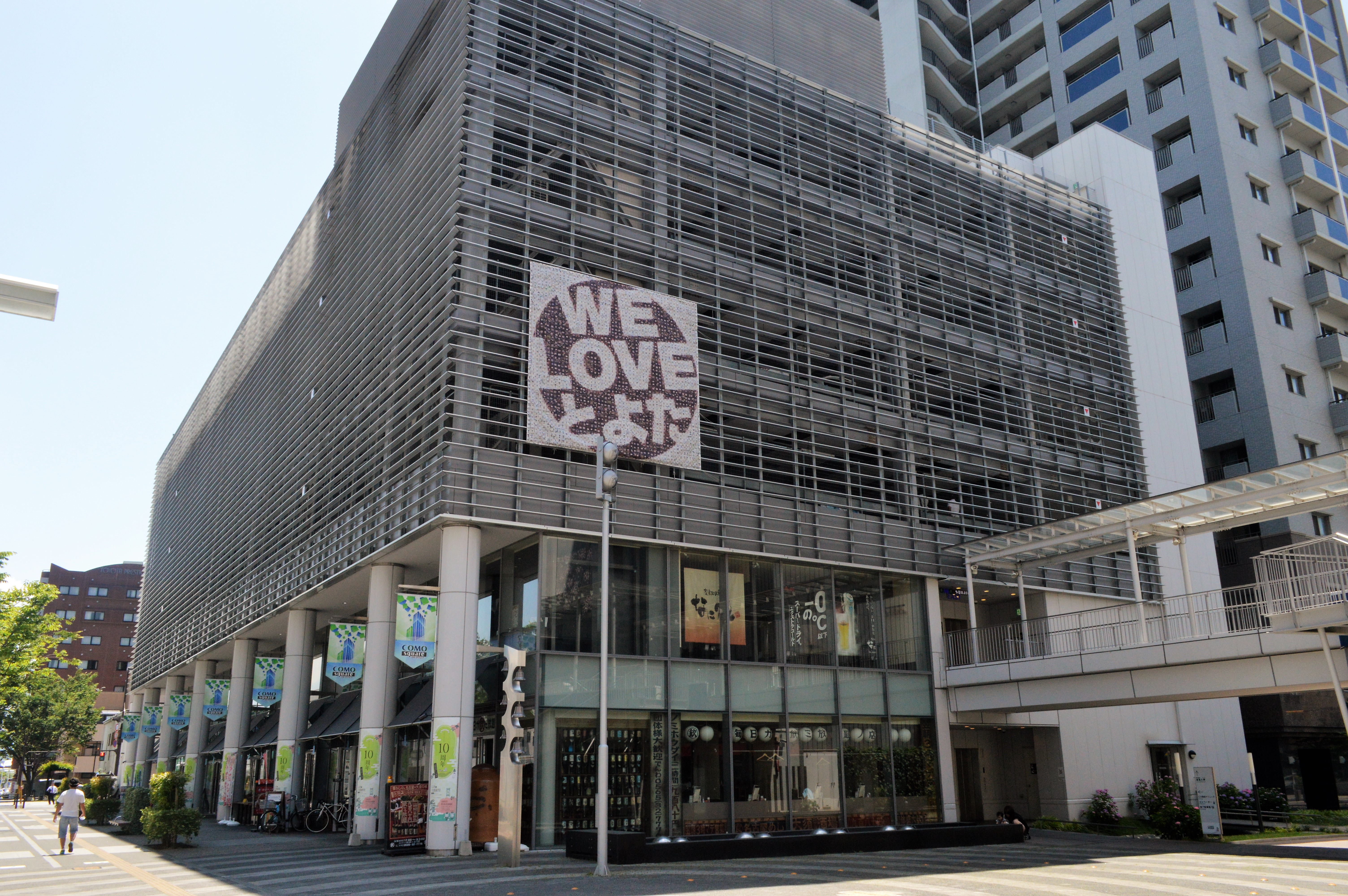
コモ・スクエアEAST
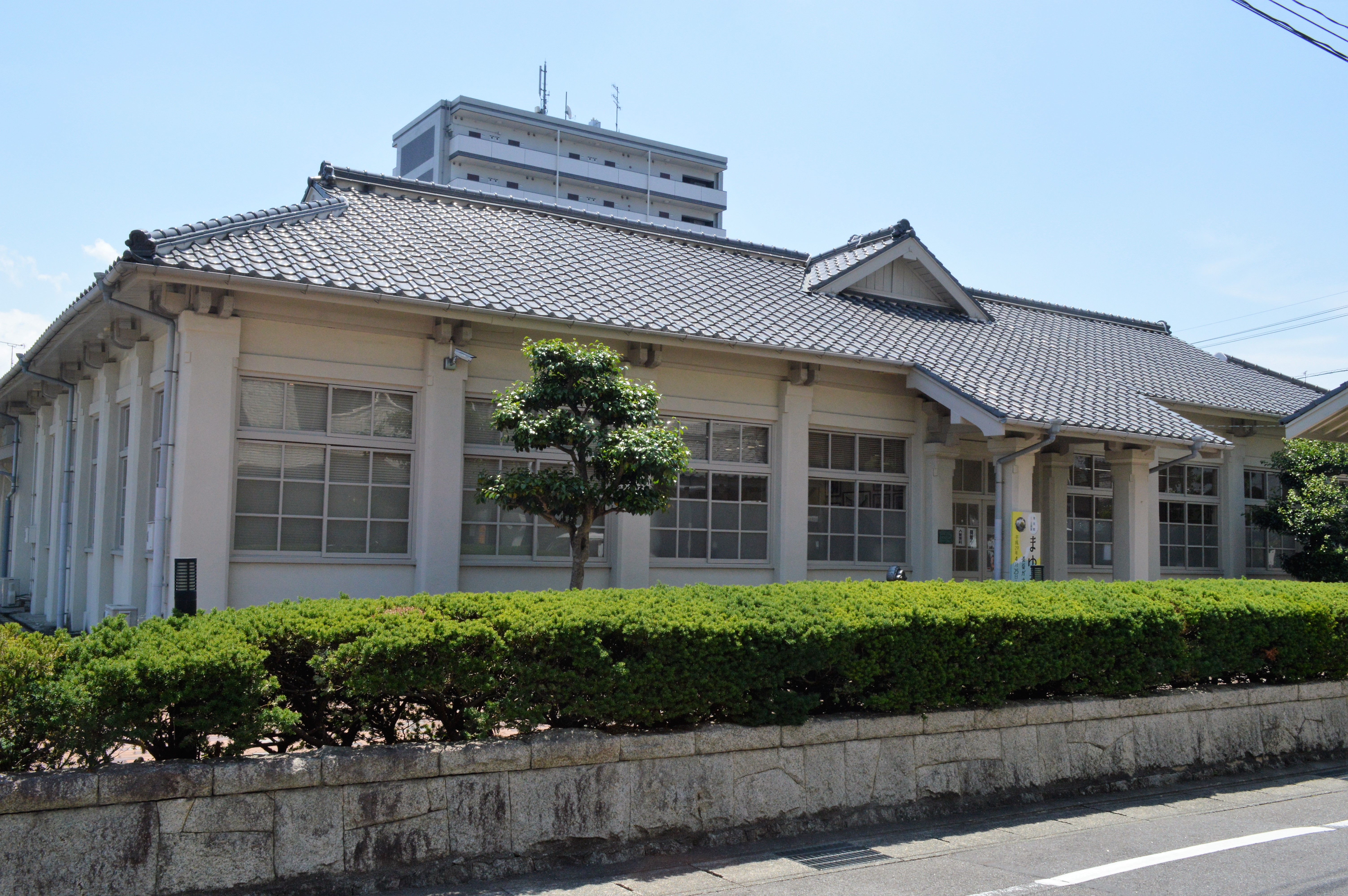
豊田市近代の産業とくらし発見館
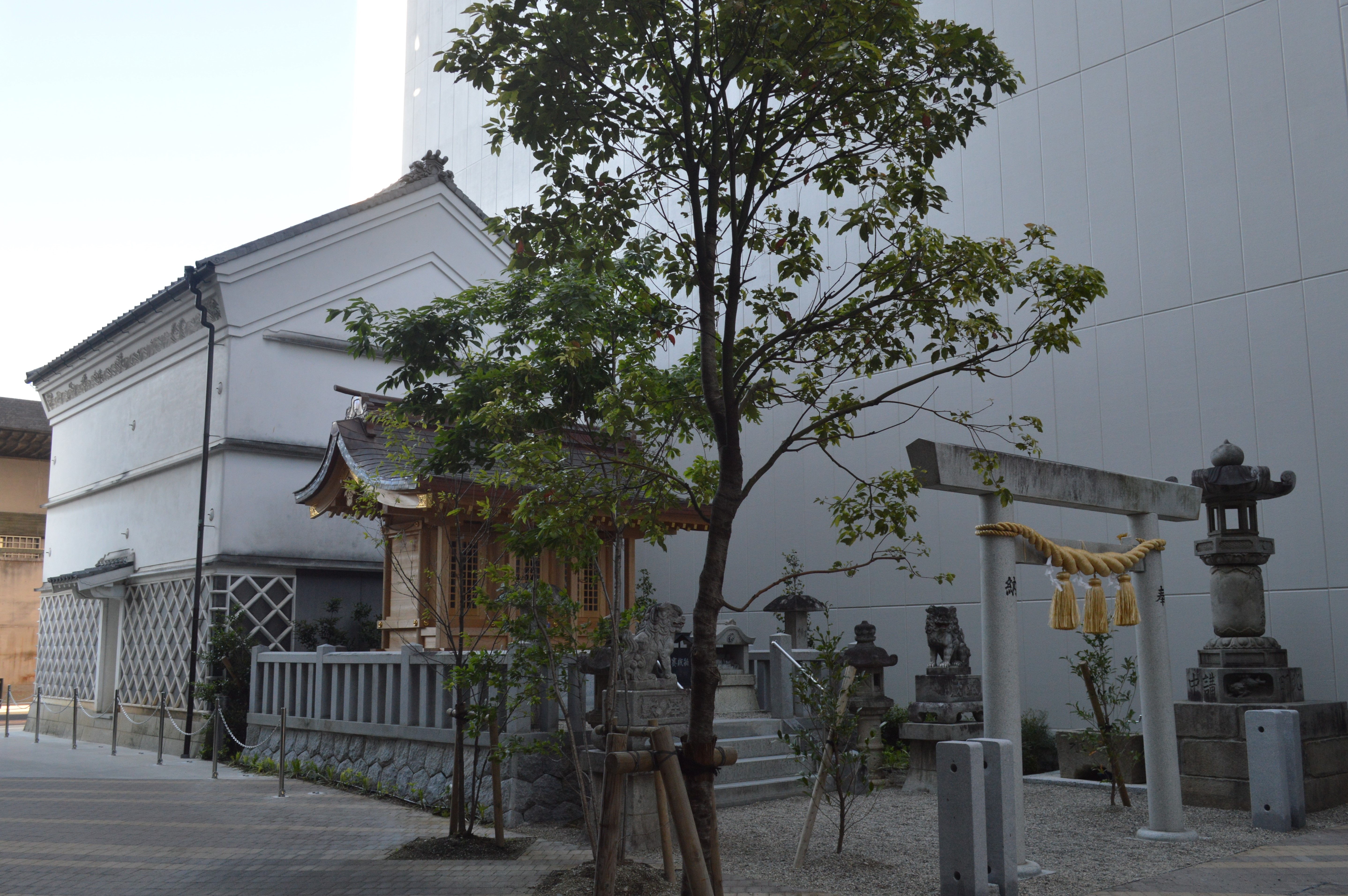
喜多神社
  - イオンシネマ豊田KiTARA
  - 三菱UFJ銀行豊田支店・三好支店
  - 三十三銀行豊田支店
  - 豊田信用金庫豊田駅前支店
- コモ・スクエア
  - ホテルトヨタキャッスル
- 三井住友銀行豊田支店
- 名古屋銀行豊田営業部
- 大垣共立銀行豊田支店
- 百五銀行豊田支店
- 碧海信用金庫豊田支店
- 豊田喜多町郵便局
- 豊田公証役場
- 国土交通省名四国道事務所豊田出張所
- 豊田市近代の産業とくらし発見館
- 喜多神社
- 浄久寺

- KiTARA
- コモ・スクエアWEST
- コモ・スクエアEAST
- 豊田市近代の産業とくらし発見館
- 喜多神社

## 交通
- 国道153号（国道419号重複）
- 愛知県道342号豊田市停車場線

## その他

### 日本郵便
- 郵便番号 : 471-0027[3]（集配局：豊田郵便局[8]）。